# طاقة توجيهية

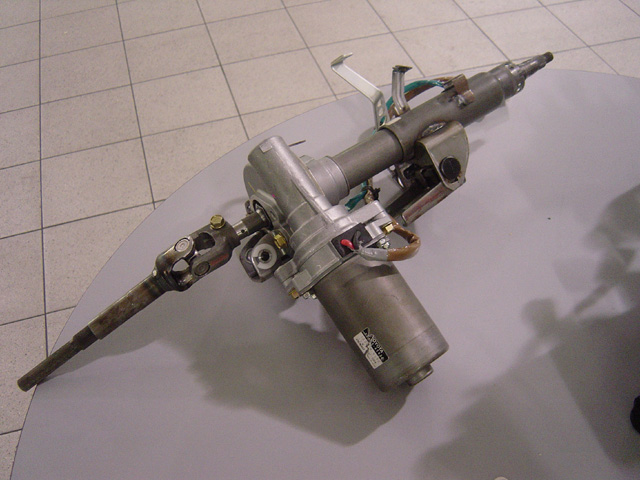

## تعريف نظام الطاقة التوجيهية (POWER STEERING SYSTEM)
جهاز الطاقة التوجيهية أو ما يسمى ( الهيدروليك) أو servosterzzo Servosterzo هو جهاز ميكانيكي أو إلكتروني يستخدم مصدرًا خارجيًا للطاقة، من أجل تقليل عزم الدوران الذي يجب على السائق تطبيقه على عجلة القيادة للتحكم في اتجاه السيارة .

## تأثير نظام التوجيه
في بعض السيارات، يتيح نظام التوجيه المعزز تشغيل عجلة القيادة حتى مع وجود أصابع اليد فقط. وهو يعمل بفضل السائل، أو الزيت، الذي يجعل حركة المقود ناعمة ويزيد من قدرة توجيه الإطارات مقارنةً بمقود التوجيه نفسه. ومن أجل تفعيل نظام التوجيه يوجد زر خاص له، موجود على لوحة القيادة. لضمان السلامة عند السرعات العالية، يتم إلغاء تنشيط التشغيل الإلكتروني تلقائيًا عندما تتجاوز سرعة السيارة 70 كم / ساعة.

## مساوئ نظام الطاقة التوجيهية
الشكاوي الدائمة من الضوضاء والتسرب
يمكن أن تسبب مشاكل حزام محرك المضخة قفلًا مفاجئًا أو قساوةً لعجلة القيادة (المقود)، خاصة عند الانحناءات أو عند السفر بسرعة عالية.